# Delila

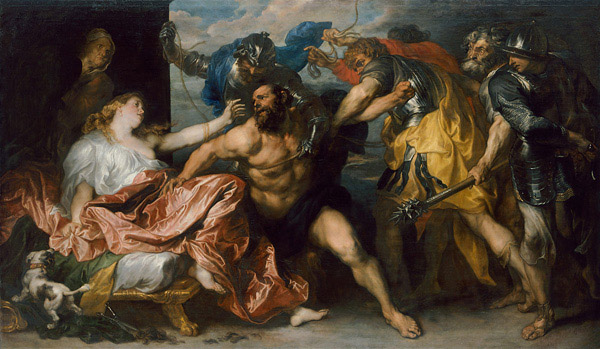
Antoon van Dyck (2e helft 17e eeuw): Samson en Delila. Kunsthistorisches Museum, Wenen

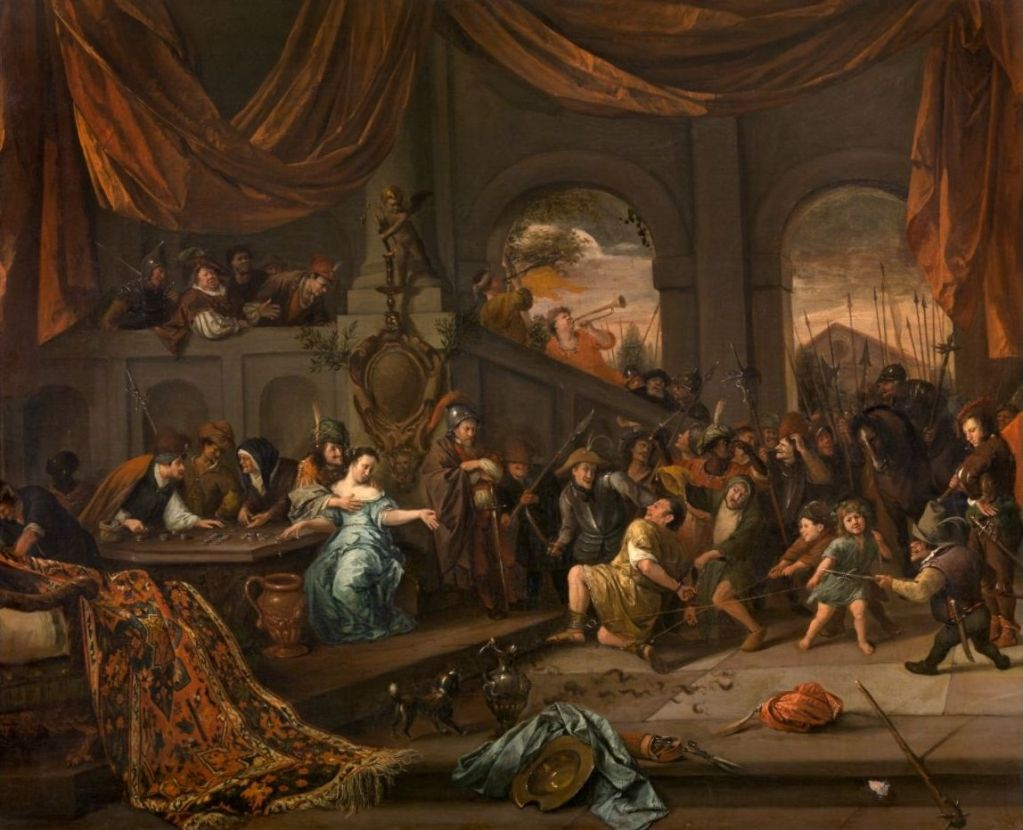
Delila in het schilderij De bespotting van Simson van Jan Steen

Delila, uit het Sorekdal, was volgens Rechters in de Hebreeuwse Bijbel een vrouw waarmee Simson een verhouding kreeg.

## Etymologie
Over de etymologie en betekenis van de naam Delila (Hebreeuws: דְּלִילָה, dəlilāh) staan verschillende mogelijkheden ter discussie:
1. Een afleiding van דלל, dll (I), "bengelen" zou "krullende lokken" kunnen betekenen.[1]
2. Van דלל, dll (II), "klein / gering zijn" komt de mogelijkheid "de kleine".[2]
3. Anderen zien een verwantschap met het Arabische dalla, "koketteren / flirten".[3]
4. Ten slotte is er de theorie dat de naam bestaat uit het Aramese genitiefpartikel d(ī) en het Hebreeuwse לילה, lailāh, "nacht".[4] Dit is echter twijfelachtig, ook al zou het volksetymologische associaties opleveren bij veel lezers die het verhaal tegenwoordig nog lezen.

## Verhaal
Nadat Simson een verhouding met Delila kreeg, werd zij benaderd door de Filistijnse stadsvorsten. Zij beloofden haar een flinke hoeveelheid zilver als zij kon ontdekken waarin Simsons geweldige kracht school en hoe ze hem weerloos konden maken. Delila wist Simson het geheim van zijn geweldige kracht te ontlokken, door hem daar herhaaldelijk naar te vragen. De eerste keer antwoordde hij: 'Boei me met zeven soepele pezen en ik ben even zwak als ieder ander' (Rechters 16:7). Delila probeerde dit, waarschijnlijk terwijl Simson sliep, maar de pezen knapten alsof het touwtjes waren.
Delila vroeg hem opnieuw naar zijn geheim. Deze keer antwoordde Simson: 'Als ik geboeid word met zeven nieuwe touwen, dan ben ik even zwak als ieder ander' (Rechters 16:11). Maar Simson liet de touwen als draadjes van zijn armen knappen.
Toen Delila het hem opnieuw vroeg antwoordde hij: 'Als je mijn zeven haarvlechten inweeft in het weefgetouw en ze met een pin vastzet in de wand, dan ben ik even zwak als ieder ander' (Rechters 16:13). Maar hij trok zijn haar uit het weefgetouw, met schering en al.
Voor de vierde keer vroeg ze hem wat het geheim van zijn kracht was en deze keer antwoordde hij: 'Nog nooit heeft een scheermes mijn hoofd aangeraakt. Dat is omdat ik al vanaf de moederschoot als nazireeër aan God gewijd ben. Als mijn hoofdhaar zou worden afgeschoren, zou mijn kracht me in de steek laten en zou ik net zo zwak zijn als ieder ander' (Rechters 16:17). In zijn slaap schoor ze zijn hoofd kaal (Rechters  16:19). Toen hij wakker werd was zijn kracht weg en werd hij gevangengenomen door de Filistijnen.

## Doorwerking
Volgens Flavius Josephus werd Simsons affaire met Delila voorafgegaan door een noodlottige verandering van gedachten van de hoofdpersoon. Aan de ene kant verontschuldigde hij Simsons algemene menselijke zwakheid, maar aan de andere kant wist Simson volgens Josephus heel goed dat hij afweek van het pad van zijn vader en koos hij daar bewust voor door met Delila in gesprek te gaan. Delila zelf wordt ronduit een hoer genoemd. Simson woonde met haar samen. Dat was het begin van zijn noodlot.